# Nectandra olida
Nectandra olida là một loài thực vật thuộc họ Lauraceae. Loài này có ở Ecuador và Peru. Chúng hiện đang bị đe dọa vì mất môi trường sống.